# Liburnia centralis
Liburnia centralis är en insektsart som först beskrevs av Victor Antoine Signoret 1860.  Liburnia centralis ingår i släktet Liburnia och familjen sporrstritar. Inga underarter finns listade i Catalogue of Life.